# Jacob Clemens non Papa
Pour les articles homonymes, voir Jacques Clément et Clément.
Œuvres principales
- Souterliedekens (1556-1557)

Jacob Clemens non Papa (Jacques Clément ou Jacobus Clemens non Papa), né vers 1510-1515 et mort en 1555 ou en 1556, est un compositeur prolifique, pratiquant différents styles et genres, issu de l'école franco-flamande et surtout célèbre par des harmonisations polyphoniques des psaumes néerlandais (Souterliedekens).

## Biographie

### Origines / Bruges / de Croÿ

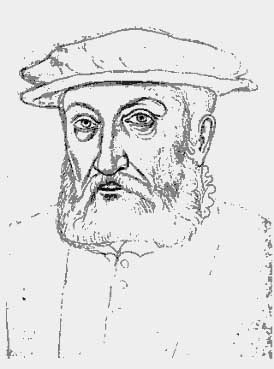
Philippe II de Croÿ, duc d'Aerschot, par Le Boucq. Dessin du Recueil d'Arras. De Croÿ est un mécène présumé de Clemens non Papa.

On ne sait presque rien de sa jeunesse et les données sur les années de sa maturité artistique sont incertaines. Il naquit quelque part en Belgique ou aux Pays-Bas actuels. Une épigramme dans Sacræ aliquot cantiones (1575) de Jacob Meiland se réfère à Belgica terra comme à la patrie natale de Clemens, mais Sweertius, dans Athenæ Belgicæ (1626), décrit le compositeur comme un Batavus ; peut-être voulait-il désigner par là la province actuelle de Hollande-Méridionale, mais certains historiens, dont Jacobus Eyndius en 1600, considéraient la Zélande aussi comme une partie intégrante de la région batave. La première mention certaine de son nom et de ses activités date toutefois de la fin des années 1530, lorsqu'à Paris, Attaingnant publia de ce compositeur quelques chansons.
Entre mars 1544 et juin 1545, il fut attaché comme succentor (ou maître de chant) à la future cathédrale Saint-Donatien de Bruges. Le 12 mars 1544, les actes du chapitre de l'église mentionnent Jacobus Clement Pbro (pbro = presbyter = prêtre), et, le 26 mars, il fut nommé « per modum probæ » ; le fait qu'il dut passer un examen d'aptitude indique qu'il était à peine connu. Il honora le saint patron de cette église par la Missa ‘Gaude lux Donatiane’. Peu après, en 1545, Clemens établit des relations d'affaires avec l'imprimeur anversois Susato, l'un de ses principaux éditeurs ; cette collaboration se poursuivit jusqu'à la mort du compositeur.
Il est possible qu'en 1545, Clemens ait été nommé maître de chapelle de la cour de Philippe de Croÿ, duc d'Aerschot et général de Charles Quint, car il existe une référence au compositeur dans la Généalogie [...] de la maison de Croy de Jean Scohier (Douai, 1589), et le motet O quam mœsta dies de Clemens célèbre la mémoire du duc, décédé en 1549. Trois motets politiques - ou « d'État » - (Caesar habet naves validas, Quis te victorem dicat et Carole, magnus eras) permettent de présumer qu'il fréquenta la cour de Charles Quint de 1544 à 1549.

### Bois-le-Duc - Ypres - Hollande
En 1550, du 1er octobre jusqu'au 24 décembre, Clemens fut employé comme chanteur et compositeur (« sanger ende componist ») à la confrérie mariale de Bois-le-Duc. Le motet en l'honneur de Notre Dame (« ter eeren onser liever vrouwen ») qu'il offrit à la confrérie à son départ est sans aucun doute l'Ego flos campi à sept voix, sur un texte du Cantique des Cantiques. Les mots « sicut lilium inter spinas », qui avaient subi un traitement homophone considérable, formaient la devise de la confrérie mariale, et l'utilisation de sept voix – à peu près unique dans l'œuvre de Clemens - incarne le nombre symbolique et marial sept. Selon Joannis Baptista Gramaye (Ipretum, i, Bruxelles, 1611), Clemens serait aussi passé par Ypres ; quatre motets en l'honneur de saint Martin, le saint patron de la ville, semblent confirmer cette assertion.
Bien que la chanson Congié je prens de vous se termine par le vers « adieu Dordrecht, jusque  [sic] au revoir », jusqu'à présent, on ne dispose d'aucun autre élément qui puisse confirmer que Clemens ait séjourné à Dordrecht. Selon toute vraisemblance, le compositeur aurait eu un lien avec la ville de Leyde car les six livres de chœur de l'église Saint-Pierre datant du milieu du XVIe siècle (conservés dans les archives municipales) contiennent des œuvres de Clemens : deux messes (dont la Missa ‘Or combien’ avec une attribution à Crecquillon), un cycle de huit mises en musique du Magnificat et 34 motets ; il s'agit de l'unique source de l'un de ses motets et du cycle des magnificats. Il est toutefois presque certain que Clemens n'a jamais été maître de chapelle de l'église Saint-Pierre. Il se peut même qu'il n'ait jamais résidé à Leyde.

### Moment et circonstances de la mort
L'année de la mort de Clemens a constitué un sujet de controverse. Il existe plusieurs raisons de croire qu'il mourut en 1555 ou en 1556. Bien qu'il soit toujours répertorié comme un compositeur vivant dans la Practica musica (1556) de Hermann Finck, un manuscrit copié à Anvers en 1564-1566, contient son motet Hic est vere martyr avec l'annotation latine « Ultimum opus Clementis non Papæ anno 1555 21 aprilis » (« Dernière œuvre de Clemens qui n'est pas le Pape, du 21 avril 1555 »). Des 159 Souterliedekens, imprimés en 1556-1557 en quatre volumes, dix sont en effet de Susato ; les autres harmonisations sont de Clemens. En 1556, la première des messes de Clemens fut publiée avec une dédicace écrite par l'éditeur, Phalèse.
Les circonstances de la mort du compositeur sont inconnues. En 1558, Jacobus Vaet publia à Nuremberg une déploration sur la mort de Clemens, Continuo lacrimas, dont le texte suggère que ce compositeur aurait trouvé une mort violente (« inclemens vis et violentia fati ») sans parler des circonstances où celle-ci serait survenue. Selon Sanderus (Flandria subalterna, ii, Cologne, 1644), Clemens aurait été enterré à Dixmude, près d'Ypres, en Belgique actuelle.
Son seul élève connu est l'énigmatique Gerardus Mes, qui déclare dans ses propres Souterliedekens, publiés à Anvers en 1561, qu'il est un disciple de Clemens (« discipel van Jacobus non Papa »).

## Questions au sujet de la biographie de Clemens

### Sympathies protestantes
Sur la base des textes choisis par Clemens et de ses harmonisations des psaumes en néerlandais, Edward Lowinsky a avancé que le compositeur était un sympathisant du protestantisme, mais les liens supposés avec la famille profondément catholique de Croÿ et les nombreux textes liturgiques qu'il mettait en musique, semblent plutôt contredire cette assertion. Il est à noter que les psaumes en néerlandais de Clemens échappèrent à l'interdiction de 1569, lorsque le gouvernement du duc d'Albe s'occupait à censurer tous les livres réputés hérétiques. 

### Origine du sobriquet
Le sobriquet apparaît pour la première fois en 1542, date à laquelle fut achevé le chansonnier, composé de livrets à parties séparées, du marchand flamand Zeghere van Male, où figure une chanson de Clemens, Je prens en gre (publiée anonymement en 1539). Dès 1546, le sobriquet apparaît dans des ouvrages imprimés, notamment dans un recueil de motets publié par Susato, et dans les Souterliedekens, publiés par Susato en 1556-1557, le compositeur est appelé « Jacobus Clement non papa » (« Jacques Clément, mais pas le Pape ! »), reliant le sobriquet avec ce qui aurait été son nom d'origine, Jacob Clement. Des variantes de ce nom (Clemente nono Papa, Clemens haud papa), figurant dans d'autres sources, viennent soutenir la thèse que le surnom aurait été plaisamment ajouté par son éditeur, Susato, pour le distinguer d'un contemporain, le pape Clément VII, qui était cependant mort depuis 1534, donc avant que le nom du compositeur ait été confié au papier imprimé. Plusieurs théories circulent sur l'origine de l'épithète « non Papa », et selon l'une d'entre elles, on aurait voulu éviter toute confusion avec le poète Jacobus Papa, originaire d'Ypres, mais les patronymes semblent trop différents.

## Sur l'œuvre

### Remarques générales

#### Le corpus de l'œuvre

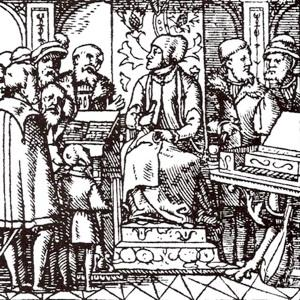
Susato offre un recueil de chansons à Marie de Hongrie, gouvernante des Pays-Bas. Gravure sur bois tirée des Vingt et six chansons musicales & nouvelles, ouvrage imprimé chez Susato à Anvers en 1545, qui publia aussi plusieurs œuvres et ouvrages de Clemens non Papa.

Pour autant que l'on sache, à l'inverse de la plupart de ses contemporains, Clemens n'a jamais fait le voyage d'Italie, ce qui explique l'absence dans sa musique de traces d'un éventuel passage par ce pays.
Clemens compte parmi les meilleurs représentants du style franco-flamand. Il serait l'un des plus grands compositeurs de la génération entre Josquin et Lassus. Sur ce dernier, il a par ailleurs exercé une influence considérable. La renommée de Clemens a conduit à la publication, sous son nom, d'œuvres douteuses, dont plusieurs chansons dont l'attribution est sujette à caution. En fait, pour environ 80 %, sa production musicale comprend des pièces sacrées soit composées à des fins liturgiques, soit à usage privé. De quelque 233 motets, seuls trois contiennent des textes profanes sous la forme d'hymnes de louange à la musique. Cependant, il a composé tout de même plus de cent œuvres profanes englobant toute la variété des genres poétiques mis en musique par les compositeurs de sa génération. Compte tenu du fait que sa carrière de compositeur a duré à peine deux décennies, Clemens s'est avéré un compositeur particulièrement fécond.
Comme dans le travail de la plupart des successeurs franco-flamands de Josquin, l'œuvre complète comprend très peu de pièces où il utilise la technique du cantus firmus.
Il a écrit, entre autres : 
- 15 messes (quatorze messes-parodies et un requiem)[2] (la plupart d'entre elles ont été publiées par Pierre Phalèse l'Ancien à Louvain) entre 1555 et 1570, et, en outre, deux mouvements de messe (un Kyrie et un Credo)[7] ;
- 15 magnificats[8] ;
- 233 motets[2] ;
- plus de 100 pièces profanes, dont quelque quatre-vingt-dix chansons françaises (certaines d'une paternité douteuse ; seulement soixante-dix-sept d'entre elles sont considérées comme des œuvres authentiques et ont été insérées dans l'édition complète de ses œuvres)[9] et neuf en néerlandais[2], huit pièces sans paroles, deux chansons en tablature et, de plus, une pièce instrumentale - un canon - qui est toutefois une attribution douteuse[2] ;
- 159 psaumes et cantiques néerlandais, les Souterliedekens, qui emploient comme cantus firmus des mélodies populaires[2].

#### Les caractéristiques stylistiques de l'œuvre
Dans toute la musique de Clemens, mais surtout dans les messes et les motets, Clemens utilise un style de composition constant. Le contrepoint est largement écrit note contre note et les textures sont denses et fréquentes ; le plus couramment, le mouvement se fait par des blanches et des rondes. L'imitation généralisée est la règle, mais le canon stricte est peu utilisé, sauf dans des œuvres telles que les deux derniers mouvements du Missa 'Ecce quam bonum', où le canon sert à souligner le sens des mots du modèle, « habitare fratres in unum ». Bien que la texture habituelle de Clemens soit uniformément dense, des changements subtils dans la texture sont utilisés pour souligner la forme syntaxique et rhétorique du texte et, dans certains cas, comme les refrains finals de la mise en musique à six voix du motet O magnum mysterium, pour créer des contrastes frappants au sein d'un passage. Lorsqu'il met des textes en musique, Clemens fait souvent éclater la progression syllabique, tout en employant une déclamation intelligible qui n'est pas toujours correctement accentuée, mais dans de nombreux passages, en particulier ceux impliquant des notes répétées, on rencontre le curieux phénomène de la « note de trop » ou de la « note de peu » dans les rapports entre texte et musique. La forme motivique de la musique l'emporte souvent sur la mise en musique du texte, qui reste pourtant généralement intelligible. Certains passages avec texte que l'on trouve dans sa musique, qui est particulièrement dissonante à des fins expressives, ont conduit Lowinsky à proposer l'hypothèse d'un « art chromatique secret », qui rencontre toutefois peu d'acceptation auprès d'autres chercheurs. Une partie des dissonances qui se produisent dans la musique de Clemens découle de son traitement plutôt rigide de la transposition motivique, avec une apparente négligence des tritons – certains mélodiques et d'autres harmoniques – qui en émanent. Ces particularités sont fréquentes dans la musique de deux de ses contemporains les plus importants : Gombert et Morales. Dans le cas de Morales, un contemporain témoigne que le compositeur envisage délibérément de tels affrontements.

#### Notoriété
Étant donné que la vie créatrice du compositeur a duré à peine deux décennies, Clemens s'est avéré un compositeur extrêmement prolifique. Après la mort du compositeur, ses œuvres, sa musique sacrée en particulier, ont été divulguées en Allemagne, en France, en Espagne et même parmi différentes communautés – les milieux catholiques réfractaires – en Angleterre. Clemens avait particulièrement marqué l'Allemagne par son influence et son empreinte ; il avait surtout influencé le style des motets de Lassus, qui connaissait bien sa musique et qui avait incorporé des éléments de son style dans ses pièces. Une étude détaillée de son influence sur des compositeurs ultérieurs, en particulier sur la genèse du style contrapuntique de la musique de la fin de la Renaissance allemande, reste une des tâches inachevées de l'érudition moderne.

### Musique sacrée

#### Messes
À l'exception de la messe de requiem, toutes les messes sont des messes-parodies. Clemens choisit ses modèles polyphoniques (huit motets et six chansons) parmi ses propres œuvres et celles de ses contemporains. En règle générale, il utilise un nombre assez large de motifs à partir des modèles, tout en les adaptant avec une certaine liberté dans les différents mouvements de chaque messe. Dans la plupart des messes, il augmente le nombre de voix par une ou deux dans l'Agnus Dei, mais dans la Missa 'Ecce quam bonum', l'expansion par une voix supplémentaire commence dans le Sanctus. Toutefois, dans la Missa defunctorum, la texture à quatre voix est maintenue tout au long de la composition musicale, et la polyphonie paraphrase le chant grégorien approprié. Le trait est Absolve domine plutôt que Sicut cervus, que l'on trouve dans les requiems polyphoniques antérieurs d'Ockeghem et de De La Rue.

#### Motets
Des quelque 233 motets de Clemens, seulement trois sont pourvus de paroles indubitablement profanes (hymnes à la gloire de la musique). Tous les autres ont des textes sacrés sinon strictement liturgiques : surtout des psaumes, des cantiques, des leçons, des antiennes et des répons. Les pièces mariales constituent un groupe relativement large. Les antiennes se composent souvent de plusieurs antiennes enchaînées, ce qui représente une pratique courante à la fin du XVIe siècle. En mettant en musique non seulement des répons mais aussi de nombreux autres textes, Clemens (comme la plupart de ses contemporains) suit la forme du répons du plain-chant : il divise la musique en deux parties, répétant exactement les mots et la musique de la fin de la première section à la fin de la seconde. Les motets se composant de plus de deux parties ont souvent une notation réduite dans les sections internes. Deux motets, Circumdederunt me et Si diligis me, sont construits sur un cantus firmus et quelques autres sont construits sur un ostinato avec un propre texte.

### Musique spirituelle: lesSouterliedekens

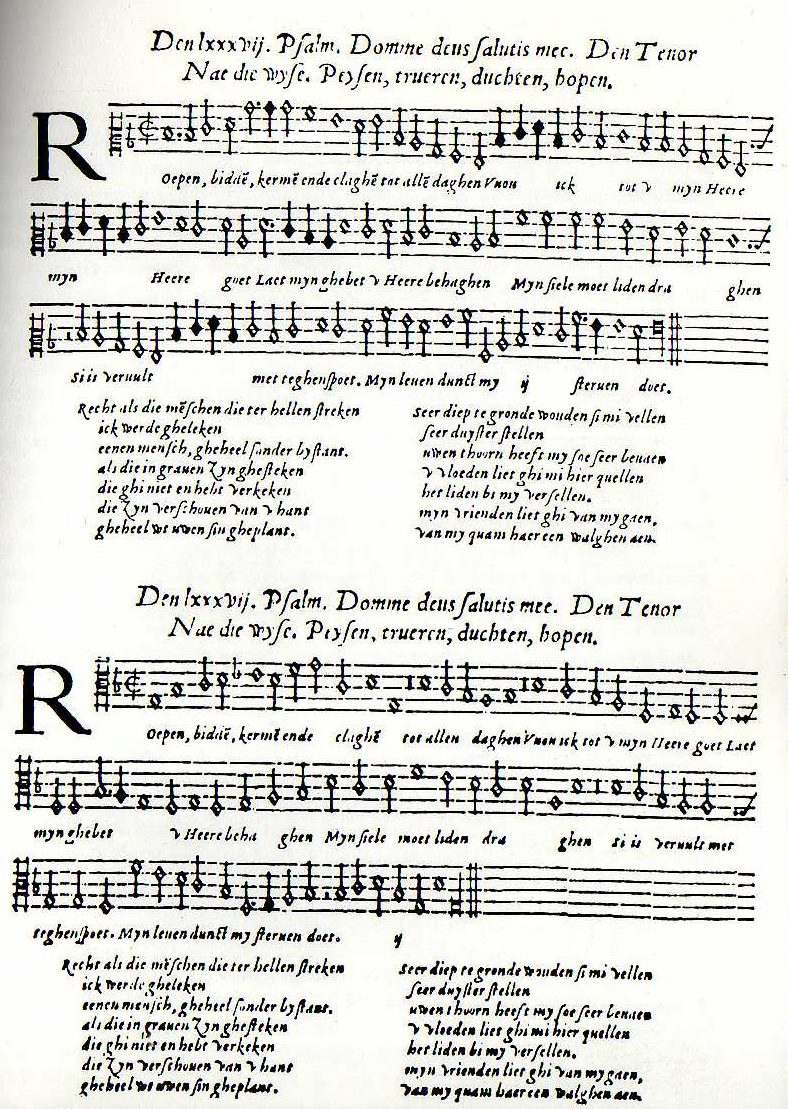
Deux parties de l'harmonisation à trois voix du psaume 87 en néerlandais, Roepen, bidden, kermen ende claghen (1556), de la série d'éditions consacrées aux Souterliedekens de Clemens non Papa, publiées chez Susato à Anvers en 1556-1557.

Les Souterliedekens, publiés par Symon Cock à Anvers, sont des psaumes homophones en langue néerlandaise dont les airs proviennent de danses et de chansons profanes connues de l'époque. De 1540 date la première impression de la versification métrique des psaumes, attribuée à Van Zuylen van Nijevelt ; elle est pourvue des airs de chansons populaires sur lesquels les psaumes peuvent se chanter.
Les harmonisations polyphoniques de Clemens, écrites pour être à la portée de tous, sont par conséquent plus simples que d'autres compositions polyphoniques de Clemens. De toutes ses œuvres, ces Souterliedekens ont sans doute acquis la plus grande renommée ; aussi ont-ils exercé une influence considérable. Ils avaient été publiés en 1556-1557 par Tielman Susato dans les volumes quatre à sept de la série de musyck boexkens (« livres de musique ») et sont constitués de l'ensemble du psautier dans une traduction néerlandaise autorisée par l'église catholique. Les souterliedekens (psaumes) et lofzangen (cantiques) de Clemens sont les premières mises en musique polyphoniques de tous les psaumes néerlandais, c'est-à-dire la première harmonisation du psautier complet en néerlandais. Clemens emploie les mélodies d'origine profane de l'édition de Cock comme cantus firmus soit dans le ténor, soit dans la voix de superius. La diversité des chansons choisies est assez impressionnante, comme dans la tradition chorale allemande, et comprend des chants sacrés, des ballades, des chansons d'amour, des chansons de danse et des chansons à boire et autres « tubes » de l'époque. Clemens les destine à trois voix et invente vingt-six différentes combinaisons de ces voix. Les mises en musique sont pour la plupart de texture polyphonique, utilisant parfois l'imitation, même si certaines, basées sur des chansons de danse, tendent en conséquence à être homophones et homorythmiques avec des textes syllabiques dans les trois parties, tandis que d'autres utilisent l'imitation.
Nonobstant leur popularité éphémère auprès des communautés protestantes, en particulier celle des mennonites, ces psaumes ont résisté au ban de 1569, promulgué sous le gouvernement du duc d'Albe, qui soumet à la censure tous les livres jugés hérétiques. Les mises en musique simples et directes sont probablement destinées à être exécutées à la maison. Malgré l'appel élégant de ces œuvres de Clemens, elles n'ont apparemment pas été réimprimées. En revanche, trente éditions différentes des versions homophones de Cock parurent avant 1618.

### Musique profane
L'œuvre profane de Clemens se compose de quelque quatre-vingt-dix chansons, entre autres neuf chansons sur des paroles néerlandaises, huit autres conservées sans le texte, deux en tablature et un canon instrumental en tablature qui lui est attribué.
Les textes des chansons couvrent toute la gamme des genres poétiques cultivés par les compositeurs de sa génération. Les chansons à quatre voix tendent généralement à être plus homophones et plus proches du style de l'école parisienne de Claudin de Sermisy, tandis que celles à cinq et six voix sont plus contrapuntiques et se rapprochent du style des chansons de Gombert, mais l'extraordinaire Amour au cueur me poingt à huit voix est, comme les pièces à quatre voix, presque entièrement homophone. Dans les chansons néerlandaises, qui manifestent un caractère plus rétrospectif, le compositeur fait usage de textures musicales voisines de celles des chansons françaises qui ont une nature plus polyphonique ; Een Venus schoon fait même écho au style de la génération de Josquin.

## Liste des œuvres connues

### Remarques générales
La numérotation se réfère à celle établie pour le Répertoire international des sources musicales. Les quatre premiers chiffres donnent la date de publication de l'ouvrage où une œuvre figure.
Le code de langue, indiqué avant chaque œuvre, fait référence à la langue du titre de chaque œuvre, même si celle-ci ne contient aucun texte hormis l'incipit.
Les œuvres complètes de Clemens non Papa ont été réunies par Karel Philippus Bernet Kempers dans l'ouvrage Opera omnia, CMM, iv/1-21, 1951-1976, [K i-xxi], auquel il est fait référence dans la liste qui suit.

### Musique sacrée

#### Musique liturgique

##### Messes et mouvements de messe

###### Messes
- (la) Missa ‘A la fontaine du prez’, à six voix (Louvain, 1559) (sur la chanson de Willaert) ; K vii, 1
- (la) Missa ‘Caro mea’, à cinq voix (Louvain, 1557) (sur la chanson de Manchicourt) ; K vi, 51
- (la) Missa defunctorum, à quatre voix (Louvain, 1570 ?) ; K viii, 1
- (la) Missa ‘Ecce quam bonum’, à cinq voix (Louvain, 1557) (sur son propre motet) ; K i/4, 1
- (la) Missa ‘En espoir’, à quatre voix (Louvain, 1557) (sur la chanson de Gombert) ; K i/3, 1
- (la) Missa ‘Gaude lux Donatiane’, à cinq voix (Louvain, 1557) ; K v, 35
- (la) Missa ‘Jay veu le cerf’, à cinq voix, 15701 (sur la chanson de Manchicourt) ; K vi, 103
- (la) Missa ‘Languir my fault’, à cinq voix (sur la chanson de Sermisy) ; K v, 69
- (la) Missa ‘Misericorde’, à quatre voix (Louvain, 1556) (sur deux de ses propres chansons ; autre source : D-LÜh A 203) ; Ki/1, 1
- (la) Missa ‘Or combien est’, à quatre voix, 15701 (aussi attrib. à Crecquillon dans NL-DHgm 1442, comme Missa ‘Or pour combien est’ (sur la chanson de Sermisy ?) ; K vii, 131
- (la) Missa ‘Panis quem ego dabo', à quatre voix, 15701 (sur le motet de Hellinck) ; K vii, 85
- (la) Missa ‘Pastores quidnam vidistis’, à cinq voix (Louvain, 1559) (sur son propre motet) ; K vi, 1
- (la) Missa ‘Quam pulchra es’, à quatre voix (Louvain, 1559) (sur le motet de Lupi) ; K vii, 49
- (la) Missa ‘Spes salutis’, à quatre voix, 15701 (sur le motet de Hellinck) ; K v, 1
- (la) Missa ‘Virtute magna’, à quatre voix (Louvain, 1557) (sur le motet de Silva) ; K i/2, 1

###### Mouvements de messe
- (la) Kyrie Paschale, à cinq voix, A-Wn, D-Bsb ; K viii, 16
- (la) Credo, à huit voix, 15641 ; K viii, 26

##### Magnificats
Tous à quatre voix
- (la) Magnificat primi toni, B-Bc, E-MO ; K iv, 1
- (la) Magnificat primi toni Leydensis, B-Bc, NL-L 143g ; K iv, 10
- (la) Magnificat secundi toni, B-Bc, E-MO ; K iv, 19
- (la) Magnificat secundi toni Leydensis, NL-L 143g ; K iv, 27
- (la) Magnificat tertii et octavi toni, B-Bc, E-MO ; K iv, 35
- (la) Magnificat tertii toni Leydensis, NL-L 143g ; K iv, 44
- (la) Magnificat quarti toni, B-Bc, E-MO ; K iv, 50
- (la) Magnificat quarti toni Leydensis, NL-L 143g ; K iv, 60
- (la) Magnificat quinti toni, B-Bc, E-MO ; K iv, 68
- (la) Magnificat quinti toni Leydensis, NL-L 143g ; K iv, 74
- (la) Magnificat sexti toni, B-Bc, E-MO ; K iv, 81
- (la) Magnificat sexti toni Leydensis, NL-L 143g ; K iv, 88
- (la) Magnificat septimi toni, B-Bc, E-MO ; K iv, 96
- (la) Magnificat septimi toni Leydensis, NL-L 143g ; K iv, 104
- (la) Magnificat octavi toni, B-Bc, E-MO, NL-L 143g ; K iv, 110

##### Motets

###### Ouvrages
- (la) Motecta quinis vocibus (Anvers, 1546) ; ouvrage perdu, mentionné dans : Alphonse Goovaerts, Histoire et bibliographie de la typographie musicale dans les Pays-Bas, Bruxelles, Hayez, 1880/R) ; voir aussi Meissner
- (la) Secundus liber modulorum, 4-à cinq voix (n.p., n.d.)
- (la) Quintus liber modulorum, à cinq voix (Paris, 1556)
- (la) Liber primus cantionum sacrarum, à quatre voix (Louvain, 1559) ; K xviii [ 1559a]
- (la) Liber secundus cantionum sacrarum, à quatre voix (Louvain, 1559) ; K xviii [ 1559b]
- (la) Liber tertius cantionum sacrarum, à quatre voix (Louvain, 1559) ; K xix [ 1559c]
- (la) Liber quartus cantionum sacrarum, à quatre voix (Louvain, 1559) ; K xix [ 1559d]
- (la) Liber quintus cantionum sacrarum, à quatre voix (Louvain, 1559) ; K xx [ 1559e]
- (la) Liber sextus cantionum sacrarum, à quatre voix (Louvain, 1559) ; K xx [ 1559f]
- (la) Motets dans : 15466, 15467, 15475, 15476, 15498, 154911, 15511, 15534, 15536, 15538, 15539, 155310, 155312, 155313, 155314, 155315, 155316, 155319, 15541, 15542, 15543, 15544, 15545, 15546, 15548, 15549, 155410, 155414, 155415, 155416, 15554, 15555, 15556, 15557, 15558, 15559, 155522, 15562, 15564, 15565, 15566, 15567, 15584, 15591, 15601, 15607, 15633, 15641, 15644, 15652, 15695

###### A
- (la) Ab oriente venerunt magi, à cinq voix, 15545, K xvi, 12
- (la) Accepit Jesum calicem [= Musica diligitur], à cinq voix, A-Wn, K xxi, 86 ;
- (la) Accesserunt ad Jesum, à cinq voix, 15555, K xvi, 71 (aussi attrib. à Maessens) ;
- (la) Adesto dolori meo, à cinq voix, 155319, K xiii, 33 (aussi attrib. à Crecquillon in D-Dl Pi VII) ;
- (la) Adjuro vos filiae Jerusalem, à quatre voix, 15539, K xii, 80 ;
- (la) Adorna thalamum tuum, à quatre voix, 1559f, K xx, 79 ;
- (la) Ad te levavi oculos, à quatre voix, 1559f, K xx, 91 ;
- (la) Advenit ignis divinus, à cinq voix, 15541, K xiv, 1 ;
- (la) Amavit eum Dominus, à quatre voix, 1559b, K xviii, 65 ;
- (la) Amici mei et proximi, à quatre voix, 15633, K xxi, 59 ;
- (la) Angelus Domini, à quatre voix, 154911, K ix, 99 ;
- (la) Angelus Domini, à cinq voix, 15541, K xiii, 1 ;
- (la) Ante portam Jerusalem, à quatre voix, 1559b, K xviii, 72
- (la) Aperi Domine, à cinq voix, 155411, K xiii, 140 ;
- (la) Ascendens Christus in altum, à cinq voix, 15546, K xv, 6 ;
- (la) Ascendens Jesus Jerosolimam, à quatre voix, 1559b, K xviii, 89 ;
- (la) Ascendit Deus in jubilatione, à cinq voix, 15543, K xiv, 55 ;
- (la) Assumpsit Jesus, à cinq voix, 15555, K xvi, 110 ;
- (la) Ave gemma clericorum, à cinq voix, B-Bc, K iii, 73 ;
- (la) Ave Maria, à cinq voix, N-Lml, K xxi, 93 (aussi attrib. à Crecquillon où à Gheerkin dans L 1442) ;
- (la) Ave maris stella, à cinq voix, 155313, K xiii, 24 ;
- (la) Ave martyr gloriosa, à six voix, 15544, K xiv, 97 ;
- (la) Ave mundi spes Maria, à six voix, 15546, K xv, 24 ;
- (la) Ave Ursula serena, à quatre voix, 1559b, K xviii, 69 ;
- (la) Ave verum corpus, à cinq voix, 155312, K xiii, 7

###### B
- (la) Beata es virgo Maria, à quatre voix, 155415, K xv, 37 (attrib. à Crecquillon, Verdelot et Lhéritier (en)) ; sans doute par Lhéritier) ;
- (la) Benedicite Domino, à trois voix, 15695, K xxi, 81 (autres sources D-KNu GB III, 57, Rp A.R.888) ;
- (la) Benedicta sit semper sancta Trinitas, B-LVu (seule B) ;

###### C
- (la) Caecilia virgo [= Caro mea], à quatre voix, 15476, K ix, 61 ;
- (la) Caeleste beneficium, à cinq voix, 15546, K xv, 1 ;
- (la) Caesar habet naves, à cinq voix, 15556, K xvi, 116 ;
- (la) Caligaverunt oculi, à quatre voix, 154911, K ix, 109 ;
- (la) Carole, magnus eras, à cinq voix, D-Rp, K xxi, 95 ;
- (la) Caro mea vere est cibus [= Caecilia virgo], à quatre voix, 1559e, K xx, 26 ;
- (la) Christi virgo dilectissima, à quatre voix, A-Wn, K xxi, 103 ;
- (la) Circumdederunt me, à quatre voix, 15539, K xii, 65 ;
- (la) Clemens et benigna, à six voix, 15544, K xiv, 110
- (la) Concussum est mare, à cinq voix, 15544, K xiv, 65 ;
- (la) Confundantur omnes, à quatre voix, 155310, K xii, 99 ;
- (la) Confundantur omnes, à cinq voix, 155310, K xiii, 129 ;
- (la) Congratulamini mihi omnes, à quatre voix, 15475, K ix, 35 ;
- (la) Congratulamini omnes, à quatre voix, 155310, K xii, 95 ;
- (la) Conserva me Domine, à quatre voix, 154911, K ix, 82 ;
- (la) Consurgens enim gens, à trois voix, 155522, K xvii, 39 ;
- (la) Creavit Deus hominem, à cinq voix, 155416, K xv, 73 ;
- (la) Crux fidelis, à quatre voix, 1559d, K xix, 22 ;
- (la) Cum Christo omnes pii, à quatre voix, D-SNed (A et T inc.)
- (la) Cum esset Anna, à cinq voix, NL-Lml, K xxi, 109 (attrib. à Tubal dans 15556)

###### D
- (la) Da pacem Domine, à cinq voix, B-Bc, K iii, 82 ;
- (la) Decantabat populus in Israel, à cinq voix, 15545, K xvi, 25 ;
- (la) De profundis, à cinq voix, 15591, K xxi, 30 ;
- (la) Descendit angelus, à quatre voix, 15564, K xvii, 41 ;
- (la) Deus in adjutorium meum, à six voix, 15555, K xvi, 84 ;
- (la) Deus qui nos patrem, à cinq voix, 15545, K xvi, 1 ;
- (la) Deus stetit qui, à quatre voix, 15539, K xii, 89 ;
- (la) Dicant nunc Judaei, à quatre voix, K xviii, 54 (attribution douteuse ; figure uniquement dans la première édition de 1559b) ;
- (la) Dirige gressus meos, à cinq voix, D-Dl, K xxi, 120 (sans doute par Crecquillon in 15586) ;
- (la) Discite a me, à cinq voix, 155312, K xiii, 11 (aussi attrib. à Crecquillon, seulement dans l'index de 15541 et dans D-S 9) ;
- (la) Dixerunt discipuli, à quatre voix, 1559d, K xix, 36 ;
- (la) Dixerunt discipuli, à cinq voix, 15544, K xiv, 85
- (la) Domine clamavi, à quatre voix, 15476, K ix, 47 ;
- (la) Domine Deus exercituum, à quatre voix, 154911, K ix, 92 (aussi attrib. à Crecquillon) ;
- (la) Domine Deus fortis, à cinq voix, 15545, K xvi, 17 (aussi attrib. à Crecquillon in D-Rp 855-6) ;
- (la) Domine Jesu Christe, à quatre voix, 15539, K xii, 71 ;
- (la) Domine ne memineris, à quatre voix, 1559d, K xix, 70 (aussi attrib. à Crecquillon dans trois manuscrits anglais ; 2 tablature ; sources posthumes) ;
- (la) Domine non est exaltatum, à cinq voix, 15467, K ix, 27 (aussi attrib. à Crecquillon, seulement dans l'index de N-L 1441) ;
- (la) Domine omnes qui, à quatre voix, 1559d, K xix, 42 ;
- (la) Domine ostende nobis, à six voix, B-Bc, K iii, 31 ;
- (la) Domine Pater et Deus, à quatre voix, NL-Lml, K xxi, 128 (attrib. à Clemens dans Leyden, Lakenhal C.144 ; sans doute par Crecquillon) ;
- (la) Domine probasti me, à cinq voix, 15536, K xiii, 122 ;
- (la) Domine quando veneris, à quatre voix, 1559f, K xx, 54 ;
- (la) Domine quis habitabit, à cinq voix, 15534, K xiii, 97 ;
- (la) Domus mea domus orationis, à quatre voix, 1559b, K xviii, 84 ;
- (la) Dum complerentur, à cinq voix, 15545, K xvi, 5 ;
- (la) Dum praeliaretur, à quatre voix, 1559a, K xviii, 40 ;
- (la) Dum transisset Sabbatum, à cinq voix, B-Bc, K iii, 41

###### E-F
- (la) Ecce ego mitto vos, à cinq voix, A-Wn, K xxi, 133 ;
- (la) Ecce quam bonum, à quatre voix, 15584, K i/4, 28 ;
- (la) Ego dormio, à cinq voix, 15544, K xvi, 40 ;
- (la) Ego flos campi, à trois voix, 15607, K xxi, 54 ;
- (la) Ego flos campi, à sept voix, 15555, K xvi, 91 ;
- (la) Ego me diligentes, à cinq voix, 15544, K xiv, 61 ;
- (la) Ego sum panis vivus, à quatre voix, 1559f, K xx, 76 ;
- (la) Ego sum panis vivus, à cinq voix, 155313, K xiii, 18 ;
- (la) Erravi sicut ovis, à quatre voix, 15538, K xii, 8 ;
- (la) Erravi sicut ovis, à cinq voix, 15591, K xxi, 13 ;
- (la) Exaltabo te Domine, à cinq voix, 15534, K xiii, 104 ;
- (la) Exaudi Domine, à quatre voix, 15538, K xii, 18
- (la) Fac mecum signum, à cinq voix, 155411, K xiii, 133 ;
- (la) Factum est silentium, à cinq voix, B-Bc, K iii, 63 ;
- (la) Filiae Jerusalem, à quatre voix, 15564, K xvii, 46 ;
- (la) Fremuit spiritu Jesus, à six voix, 15542, K xiv, 32 ;
- (la) Fuerunt mihi lacrimae, à quatre voix, 155415, K xv, 59 ;

###### G-H
- (la) Gabriel angelus, à quatre voix, Liber quintus cantionum sacrarum, 1559e, K xx, 12 (aussi attrib. à Crecquillon) ;
- (la) Gaude felix Anna, à quatre voix, 15548, K xii, 118 ;
- (la) Gaudent in coelis, à quatre voix, 154911, K ix, 116 (aussi attrib. à Maessens) ;
- (la) Georgi martyr, à quatre voix, 1559b, K xviii, 76 ;
- (la) Gloria tibi Domine, à quatre voix, 15645, K xxi, 74
- (la) Haec est arbor, à cinq voix, 155314, K xiii, 56 ;
- (la) Haec est domus, à cinq voix, 15591, K xxi, 39 ;
- (la) Heu mihi Domine, à quatre voix, 15538, K xii, 30 ;
- (la) Hic est vere martyr, à quatre voix, 15522, K xix, 6 ;
- (la) Hic est vere martyr, à six voix, 15596, K xvi, 62 ;
- (la) Hoc est praeceptum meum, à six voix, 15546, K xv, 30 ;
- (la) Homo quidam, à quatre voix, 1559e, K xx, 37 ;

###### I
- (la) Impulsus eversus sum, à quatre voix, 154911, K ix, 131 ;
- (la) Inclina Domine, à quatre voix, A-Wn, K xxi, 140 (attrib. à Valent dans 15633) ;
- (la) Inclita stirps Jesse, à quatre voix, 154911, K ix, 138 (aussi attrib. à Crecquillon, uniquement dans l'index de N-L 1441) ;
- (la) In honore beatissimae Annae, à cinq voix, 155313, K xiii, 43 ;
- (la) In illo tempore, à trois voix, 15652, K xxi, 77 ;
- (la) In lectulo meo, à quatre voix, 1559d, K xix, 45 ;
- (la) Innuebant patri ejus, à cinq voix, 15566, K xvii, 65 ;
- (la) In te Domine speravi, à cinq voix, 155313, K xiii, 39 ;
- (la) Istorum est enim, à cinq voix, A-Wn, K xxi, 145 ;
- (la) Ite in orbem, à cinq voix, 15466, K ix, 7 (aussi attrib. à Manchicourt, seulement dans l'index de 15466)

###### J
- (la) Jerusalem cito veniet, à quatre voix, 1559a, K xviii, 6 ;
- (la) Jerusalem surge, à cinq voix, 155315, K xiii, 62 (aussi attrib. à Crecquillon dans une voix de 15541 et dans deux voix de la réimpression de 15552) ;
- (la) Jesu Christe fili Dei [= O Maria vernans rosa], à cinq voix, 15591 ;
- (la) Jesu nomen sanctissimum [= Si bona suscepimus], à quatre voix, 1559e, K xx, 33 ;
- (la) Jesus Nazarenus, à quatre voix, 1559d, K xix ; 74 ;
- (la) Job tonso capite [= Nobilis illa], à quatre voix, 1559e, K xx, 18 ;
- (la) Job tonso capite, à cinq voix, 15498, K ix, 70 (aussi attrib. à Crecquillon in GB-Ob 1464 ; aussi attrib. à Morales in 15497 Axx, 126) ;
- (la) Jubilate Deo, à six voix, 15545, K xvi, 30 ;
- (la) Justorum animae, à six voix, D-Dl, K xxi, 152 ;

###### L-M
- (la) Lapidabant Stephanum, à quatre voix, 15538, K xii, 58 ;
- (la) Laqueus contritus est, à quatre voix, 1559d, K xix, 64 ;
- (la) Levavi oculos meos, à six voix, 15536, K xiii, 112
- (la) Magi veniunt, à quatre voix, 1559a, K xviii, 23 ;
- (la) Magne pater Augustine, à quatre voix, 1559c, K xix, 14 ;
- (la) Mane nobiscum Domine, à cinq voix, 15541, K xiv, 14 (aussi attrib. à Crecquillon 155416) ;
- (la) Maria Magdalene et altera Maria, à cinq voix, 15466, K ix, 16 ;
- (la) Me oportet minui, à cinq voix, I-Rvat, K xxi, 162 (autre source PL-Wu 7.41.5.14 abc (« quinta vox ») et 7.41.5.14 bc (B)) ;
- (la) Mirabile mysterium, à cinq voix, 155410, K xxi, 1 ;
- (la) Mirabilis Deus, à cinq voix, B-Bc, K iii, 23 ;
- (la) Misit me Pater vivens, à cinq voix, 1559c, K xix, 1 ;
- (la) Misit me vivens Pater, à cinq voix, 15544, K xiv, 72 ;
- (la) Mulierem fortem, à quatre voix, 1559f, K xx, 65 ;
- (la) Mulierem fortem, à six voix, 15567, K xvii, 95 ;
- (la) Mundus transit, à quatre voix, 1559d, K xix, 19 ;
- (la) Musica dei donum optimi, à quatre voix, 155310, K xii, 106 ;
- (la) Musica diligitur [= Accepit Jesum calicem], à cinq voix, 15567, K xvii, 88

###### N
- (la) Ne abscondas me, à quatre voix, 1559b, K xviii, 80 ;
- (la) Ne reminiscaris Domine, B-LVu (seule B) ;
- (la) Nigra sum (attrib. à Clemens in Rey B893 and 15541 ; sans doute par Crecquillon) ;
- (la) Nobilis illa inter septenas [= Job tonso], à quatre voix, 15538, K xii, 49 ;
- (la) Nolite judicare, à cinq voix, 15546, K xv, 12 ;
- (la) Nolite solliciti esse, à quatre voix, 1559a, K xviii, 35 ;
- (la) Non relinquam vos, à cinq voix, 155315, K xiii, 69 ;
- (la) Non turbetur cor vestrum, à quatre voix, 1559b, K xviii, 57 ;
- (la) Nunc dimittis servum tuum, à quatre voix, 1559c, K xix, 9 ;

###### O
- (la) O beatum virum Martinum, à quatre voix, 1559a, K xviii, 45 ;
- (la) O benissime Jesu, LVu (B seule) ;
- (la) O bone Jesu duo me agnosco, à cinq voix, 15543, K xiv, 47 ;
- (la) Obsecro Domine, à quatre voix, 1559a, K xviii, 12 ;
- (la) O crux benedicta, à quatre voix, 1559b, K xviii, 50 ;
- (la) O crux gloriosa, à cinq voix, 15558, K xvii, 21
- (la) O Domine, dominus noster [= O regina sublimis], à cinq voix, 15591, K xxi, 21 ;
- (la) O Domine multi dicunt, à six voix, 15544, K xiv, 104 ;
- (la) O fili Dei, memento mei, à quatre voix, 15592, K xxi, 51 ;
- (la) O fili Dei, roga, à quatre voix, 155310, K xii, 110 ;
- (la) O Jesu Christe succure [= Sancta Maria], à cinq voix, 15591 ;
- (la) O lux et decus Hispaniae, à quatre voix, 15538, K xii, 53 ;
- (la) O magnum mysterium, à six voix, 15556, K xvi, 125 ;
- (la) O Maria vernans rosa [= Jesu Christe], à cinq voix, 15511, K xiii, 90 ;
- (la) O quam dulce spectaculum, à cinq voix, 155314, K xiii, 50 ;
- (la) O quam moesta dies, à cinq voix, 15544, K xiv 77 ;
- (la) Orante sancto Clemente, à cinq voix, 15549, K xvii, 1 ;
- (la) O regina sublimis [= O Domine, dominus noster], à cinq voix, 15545, K xvi, 47 ;
- (la) Os loquentium, à quatre voix, 1559e, K xx, 8 (Practicantes mali ; sans doute par Crecquillon) ;
- (la) O Thoma didime, à quatre voix, 1559a, K xviii, 18

###### P
- (la) Pascha nostrum, à cinq voix, 15591, K xxi, 5 ;
- (la) Pastores loquebantur, à cinq voix, 15559, K xvii, 33 (aussi attrib. à Crecquillon) ;
- (la) Pastores quidnam vidistis, à cinq voix, 15541, K vi, 42 (aussi attrib. à Crecquillon, seulement dans l'index de N-L 1441 ;
- (la) Pater peccavi, à quatre voix, 15475, K ix, 1 ;
- (la) Pater peccavi, à huit voix, 15555, K xvi, 96 (aussi attrib. à Crecquillon) ;
- (la) Pater venit hora, à cinq voix, D-Dl, K xxi, 166 ;
- (la) Paulominus consumaverunt me, B-LVu (seule B) ;
- (la) Peccantem me quotidie, à quatre voix, 15476, K ix, 39 ;
- (la) Percelebres dic, à six voix, 15566, K xvii, 71 ;
- (la) Plateae tuae, à six voix, Bc, K iii, 1 ;
- (la) Plaude superna Sion, à cinq voix, 15544, K xiv, 91

###### Q
- (la) Qualis est dilectus, à quatre voix, 155414, K xv, 50 ;
- (la) Quam dilecta tabernacula, à quatre voix, 1559f, K xx, 42 ;
- (la) Quare de vulva eduxisti me, à quatre voix, 1559d, K xix, 55 ;
- (la) Qui consolabatur me, à cinq voix, 15541, K xiv, 22 ;
- (la) Quid retribuam Domino, à cinq voix, 15644, K xxi, 66 ;
- (la) Quis dabit mihi pennas, à quatre voix, 1559f, K xx, 71 (aussi attrib. à Crecquillon dans deux des livrets à parties séparées de 155414) ;
- (la) Quis Deus magnus, à quatre voix, 15565, K xviii, 1 ;
- (la) Quis te victorem dicat, à cinq voix, 15558, K xvii, 7 ;

###### R-S
- (la) Respice in me, à quatre voix, 1559d, K xix, 59 ;
- (la) Rex autem David, à quatre voix, 154911, K ix, 123 ;
- (la) Salvator mundi salva nos, à quatre voix, 155310, K xii, 113 ;
- (la) Salvator noster, à cinq voix, B-Bc, K iii, 51 ;
- (la) Salve crux sancta, à six voix, Bc, K iii, 58 ;
- (la) Salve mater salvatoris, à cinq voix, 15562 (aussi attrib. à Crecquillon dans quatre livrets à parties séparées de 15562 ; les autres livrets de parties séparées et l'index l'attribuent à Clemens) ;
- (la) Sana me Domine, à cinq voix, 155416, K xv, 66 ;
- (la) Sancta Maria [= O Jesu Christe], à cinq voix, 15546, K xv, 18 ;
- (la) Sancte Martine, à cinq voix, 15567, K xvii, 82 ;
- (la) Sancti mei, à quatre voix, 1559d, K xix, 25 ;
- (la) Servus tuus, à cinq voix, 15543, K xiv, 41 ;
- (la) Si ambulavero, à quatre voix, 1559d, K xix, 32 ;
- (la) Si bona suscepimus [= Jesu nomen sanctissimum], à quatre voix, 1559e, K xx, 22 ;
- (la) Si diligis me, à cinq voix, 15559, K xvii, 27 ;
- (la) Si mors dissolvit curas, à quatre voix, 154911, K ix, 77
- (la) Sospitati dedit aegros, à quatre voix, 1559f, K xx, 60 ;
- (la) Stella coeli extirpavit, à cinq voix, B-Bc, K iii, 12 ;
- (la) Stella maris luminosa, à cinq voix, Bc, K xxi, 173 ;
- (la) Super montem excelsum, à quatre voix, 1559f (attrib. à Clemens dans 1559f et dans deux manuscrits allemands ; attrib. à Crecquillon dans D-AAst 2 ; sans doute par Manchicourt dans Att Liber decimus 1539), K xx, 99 ;
- (la) Super ripam Jordanis, à cinq voix, 15542, K xiv, 26 (aussi attrib. à Crecquillon) ;
- (la) Surge illuminare Jerusalem, à quatre voix, 1559e, K xx, 1 (attrib. à Clemens dans 1559e, mais pas dans les éditions ultérieures ; aussi attrib. à Canis ; sans doute par Crecquillon) ;
- (la) Surrexit pastor bonus, à cinq voix, D-BS (tablature) ;
- (la) Suscipiens Jhesum, à cinq voix, A-Wn, K xxi, 180

###### T
- (la) Te Deum laudamus, à quatre voix, F-CA, K xxi, 193 (autre source D-Sl Mus.fol.I, 6) ;
- (la) Timor et tremor, à quatre voix, 15538, K xii, 43 ;
- (la) Tollite jugum, à quatre voix, 1559d, K xix, 52 ;
- (la) Tota pulchra es, à cinq voix, 15556, K xvi, 120 ;
- (la) Tres juvenes, à cinq voix, 15591, K xxi, 42 ;
- (la) Tribulationes civitatum, à quatre voix, 15538 K xii, 13 ;
- (la) Tristitia et anxietas, à quatre voix, 15538, K xii, 1 ;
- (la) Tristitia obsedit me, à quatre voix, 15538, K xii, 35 ; Tu es Petrus, à quatre voix, 15564, K xvii, 52 ;
- (la) Tulerunt autem, à cinq voix, 155315, K xiii, 76 ;

###### U-V
- (la) Unus panis et unum corpus, à cinq voix (attrib. à Clemens dans : 155511 et dans un livre de partie d'Eitner 1555c ; sans doute par Crecquillon)
- (la) Vae tibi Babylon, à quatre voix, 15539, K xii, 76 ;
- (la) Velum templi, à cinq voix, D-Mbs, K xxi, 189 (autre source : ROu XVI, 52) ;
- (la) Veni electa mea, à quatre voix, 1559f, K xx, 85 ;
- (la) Veni electa mea, à cinq voix, 15558, K xvii, 14 ;
- (la) Veni in hortum meum, à cinq voix, 15557, K xvi, 135 ;
- (la) Venit ergo Rex, à quatre voix, 15564, K xvii, 56 ;
- (la) Venit vox de coelo, à cinq voix, 15541, K xiv, 8 ;
- (la) Verbum iniquum, à quatre voix, 155414, K xv, 43, 46 (deux lectures ; aussi attrib. Crecquillon)
- (la) Vias tuas Domine, B-LVu (seule B) ;
- (la) Vide Domine afflictionem, à quatre voix, 15476, K ix, 54 ;
- (la) Vide Domine quoniam tribulor, à quatre voix, 154911, K ix, 144 ;
- (la) Videns Jacob vestimenta, à quatre voix, 1559a, K xviii, 28 ;
- (la) Videte miraculum, à cinq voix, 155315, K xiii, 84 ;
- (la) Vidi Dominum, à quatre voix, 1559f, K xx, 50 ;
- (la) Vidi Jerusalem, à quatre voix, 155415, K xv, 57 ;
- (la) Virgines prudentes, à quatre voix, 15564, K xvii, 61 ;
- (la) Virgo prudentissima, à six voix, 15554, K xvi, 54 ;
- (la) Voce mea ad Dominum clamavi, à quatre voix, 15538, K xii, 25 ;
- (la) Vox clamantis, à cinq voix, 15555, K xvi, 79 ;
- (la) Vox in Rama, à quatre voix, 154911, K ix, 105

#### Souterliedekens
Tous à trois voix ; les pages indiquées se réfèrent à K ii ; la numérotation des psaumes se réfère à la Vulgate (comme dans l'édition originale)
Souterliedekens I [-IV] : het vierde [-sevenste] musyck boexken, à trois voix (Anvers, 1556-1557), K ii:

##### A-C
- (nl) Aenhoort myn vollick na myn wet (Ps lxxvii), 58 ;
- (nl) Als die Heer verkeeren wou (Ps cxxv), 102 ;
- (nl) Als ick riep met verlanghen (Ps iv), 2 ;
- (nl) Als sy zyn ghetoghen (Ps cxiii), 88 ;
- (nl) Bermherticheyt en ordeel (Ps c), 77 (par Susato) ;
- (nl) Bewaert my Heer op u certeyn (Ps xv), 9 ;
- (nl) Coemt doch met my (Ps xciv), 73 ;

##### D
- (nl) Danckt doch den Heer (Ps civ), 81 ;
- (nl) Danct God den Heer met alle iolyt (Ps cv), 82 ;
- (nl) Danct God den Heer seer groot ghepresen (Ps cvi), 83 ;
- (nl) Den Heere ghi aertryck (Ps xcix), 77 ;
- (nl) Den Heere wilt altyt loven (Ps cl), 120 ;
- (nl) Den Heere wilt singhen (Ps xcvii), 75
- (nl) Die boose sprack hi zyn ghedacht (Ps xxxv), 25 ;
- (nl) Die coninck sal hem verbliden (Ps xx), 13 ;
- (nl) Die goetheyt van myn Heer (Ps lxxxviii), 67 ;
- (nl) Die Heer almachtich mi regeert (Ps xxii), 15 (par Susato) ;
- (nl) Die Heer die sou regneren (Ps xcvi), 74 ;
- (nl) Die Heere moet u dan verhoren (Ps xix), 12 ;
- (nl) Die Heer tot mynen heere (Ps cix), 86 ;
- (nl) Die Heer van hemel riep ick aen (Ps cxxix), 104 ;
- (nl) Die heydens quamen tot u vercoren (Ps lxxviii), 59 ;
- (nl) Die hier op den Heer betrouwen (Ps cxxiv), 101 ;
- (nl) Die moghende Heere die sprack met luyder stem (Ps xlix), 36 ;
- (nl) Die onbevlect hier leven (Ps cxviii), 92 ;
- (nl) Doer socht en bekent hebt Ghi (Ps cxxxviii), 111 ;
- (nl) Dy God wy loven alghemeyn, 124

##### E
- (nl) Een dwaes die spreect in syn gedacht (Ps xiii), 8 (par Susato) ;
- (nl) Een mensch wou mi verdrucken (Ps lv), 40 ;
- (nl) En had ons God niet bighestaen (Ps cxxiii), 100 ;
- (nl) En sal myn siel myn Heer (Ps lxi), 45 ;
- (nl) En willes niet benyden (Ps xxxvi), 26 ;

##### F-G
- (nl) Ghebenedyt myn siel altyt (Ps ciii), 80 ;
- (nl) Ghedenct o Heer David dyn knecht (Ps cxxxi), 106 ;
- (nl) Gheeft dyn gherecht den coninck (Ps lxxi), 52 ;
- (nl) Ghenadighe Heere myn toeverlaet (Ps lxix), 50 ;
- (nl) Ghi die condt Israel (Ps lxxix), 59 ;
- (nl) Ghi die de waerheyt spreken sout (Ps lvii), 41 ;
- (nl) Ghi godes kinderen groot van famen (Ps xxviii), 19 ;
- (nl) Ghi Kindren loeft den Heere (Ps cxii), 88 ;
- (nl) Ghi menschen hier op aerden al (Ps xlvi), 33 ;
- (nl) Ghi wout ghebenedyen (Ps lxxxiv), 64
- (nl) God heeft weleer ghestaen (Ps lxxxi), 61 ;
- (nl) God heeft zyn ryck ghenomen (Ps xcii), 71 ;
- (nl) God is bekent int ioedtsche lant (Ps lxxv), 56 ;
- (nl) God is myn licht myn salicheyt (Ps xxvi), 18 ;
- (nl) God is ons toevlucht in der noot (Ps xlv), 33 ;
- (nl) God myns ghenadich zyt (Ps l), 36 ;
- (nl) God wilt mi salveren (Ps lxviii), 49 ;
- (nl) Gods glory ende heerlicheyt (Ps xviii), 11 ;
- (nl) Gods wercken al van grooter famen, 122 ;
- (nl) Groot is die Heer ghepresen seer (Ps xlviii), 34 ;

##### H
- (nl) Heere lieve Heere verhoort die stemme myn (Ps lx), 44 ;
- (nl) Heer in u toornicheyden (Ps xxxvii), 27 ;
- (nl) Het aertryck met zyn overvloedicheyt (Ps xxiii), 16 ;
- (nl) Hoe goet is God van Israhel (Ps lxxii), 53 ;
- (nl) Hoe schoon hoe goet hoe welghedaen (Ps lxxxiii), 63 ;
- (nl) Hoort myn ghebet o Heere (Ps ci), 78 ;
- (nl) Hoort toe ghy menschen groot ende cleyn (Ps xlviii), 35 (par Susato)

##### I
- (nl) Ick bid wilt my bevriden (Ps lviii), 42 ;
- (nl) Ick heb bemint (Ps cxiv), 89 ;
- (nl) Ick heb gheroepen seere (Ps lxxvi), 57 ;
- (nl) Ick heb gheroepen tot u o Heer (Ps cxl), 113 ;
- (nl) Ick heb gheseyt hoe dat ick sel (Ps xxxviii), 28 ;
- (nl) Ick heb ghestelt op u myn Heer (Ps xxx), 21 ;
- (nl) Ick heb verwacht den Heere (Ps xxxix), 28 ;
- (nl) Ick riep tot minen Heere (Ps cxli), 113 ;
- (nl) Ick sal beliden u myn God (Ps cxxxvii), 110 ;
- (nl) Ick sal den Heer tot alder tyt dancken (Ps xxxiii), 23 ;
- (nl) Ick sal u God myn coninc goet (Ps cxliv), 116 ;
- (nl) Ick sal u Heer belyden (Ps ix), 5 (par Susato) ;
- (nl) Ick sal u Heer lief hebben seer (Ps xvii), 11 ;
- (nl) Ick sal wt mynder herten gront (Ps cx), 86 ;
- (nl) In dynen grim en straf my niet (Ps cx), 4 (par Susato) ;
- (nl) In God is al myn toeverlaet (Ps vi), 6 ;
- (nl) In syon God betaemt u lof (Ps x), 47 ;
- (nl) Int herte spreect een sot (Ps lxiv), 38 ;
- (nl) Int middel sprack ick van minen daghen (Ps lii), 121 ;
- (nl) In u staet al myn hoep o Heer (Ps lxx), 51 (par Susato)

##### L-M
- (nl) Laet onsen Heer der Heeren verrisen (Ps lxvii), 49 ;
- (nl) Loeft God den Heer der Heeren soet (Ps cxlvi), 118 ;
- (nl) Looft God den Heer ghy heydens seer (Ps cxvi), 91 ;
- (nl) Loven soe wilt den Heere (Ps cxlvii), 118 ;
- (nl) Loven so wilt myn siel den Heer (Ps cxlv), 117 ;
- (nl) Met groot iolyt hen ick soe seer verblyt (Ps cxxi), 99 ;
- (nl) Met vruechden wilt God loven (Ps lxxx), 60 ;
- (nl) Myn Heere myn God ghebenedyt (Ps cxliii), 115 ;
- (nl) Myn hert en is verheven niet (Ps cxxx), 105 ;
- (nl) Myn hert wat goeds wou dichten (Ps xliv), 32 ;
- (nl) Myn ooghen wou ick stueren (Ps cxx), 98 ;
- (nl) Myn siel ghebenedyt den Heer (Ps cii), 79 ;
- (nl) Myn siel in dynre salicheyden (Ps cxviii), 95 ;
- (nl) Myn siel maeckt groot en pryst den Heer, 123 ;
- (nl) Myns wilt ontfermen Heere (Ps lvi), 41

##### N-O
- (nl) Nu laet o Heere dinen Knaep, 124 ;
- (nl) Nu siet en loeft den Heere (Ps cxxxiii), 107 ;
- (nl) Nu siet hoe goet met vruechden (Ps cxxxii), 107 ;
- (nl) Och Heere verhoort doch myn gheclach (Ps cxlii), 114 ;
- (nl) Och Heer wilt doch myn rechter zyn (Ps xxv), 17 ;
- (nl) O God aenhoor myn claghen (Ps liv), 39 ;
- (nl) O God myn glory lof end eer (Ps cviii), 85 (par Susato) ;
- (nl) O God myn hert myn sinnen (Ps cvii), 84 ;
- (nl) O God verhoort my in myn noot (Ps lxiii), 46 ;
- (nl) O God wi hebbent wel verstaen (Ps xliii), 31 ;
- (nl) O Heer doe ghi ons hier verliet (Ps lix), 43 ;
- (nl) O Heere wilt mi behouwen (Ps liii), 39 ;
- (nl) O Heer hoe zynse so menichfout (Ps iii), 2 ;
- (nl) O Heer myn God almachtich (Ps viii), 4 ;
- (nl) O Heer myn God hoe lang salt dueren (Ps xii), 8 ;
- (nl) O Heer ons alderliefste (Ps viii), 5 ;
- (nl) O Heer u wil ick prisen (Ps xxix), 20 ;
- (nl) O Heer verhoort doch myn ghebet (Ps xvi), 10 ;
- (nl) O Heer wie sal in uwe tent (Ps xiv), 9 ;
- (nl) O Heer wilt my behouwen (Ps xi), 7 ;
- (nl) Omdat ick den Heer gheloofde (Ps cxv), 90
- (nl) Ons Heere God van Israhel, 122 ;
- (nl) Ons Heer onse God die wraecte (Ps xciii), 72 ;
- (nl) Ons Heer ons God ontfermen moet (Ps lxvi), 48 ;
- (nl) Ons toevlucht Heer ghepresen (Ps lxxxix), 68 ;
- (nl) Ontrect mi o Heere van den quaden (Ps cxxxix), 112 ;
- (nl) Op die rivieren van Babel (Ps cxxxvi), 109 ;

##### P-U
- (nl) Recht als een hart langt nae een fonteyne (Ps xli), 30 ;
- (nl) Roepen bidden (Ps lxxxvii), 66 ;
- (nl) Salich is die man die God (Ps cxi), 87 ;
- (nl) Salich is die man en goet gheheten (Ps i), 1 ;
- (nl) Salich is hy gheheten (Ps xl), 29 ;
- (nl) Salich sy zyn wiens boosheyt is vergheven (Ps xxxi), 22 ;
- (nl) Si bestreden my dicmael (Ps cxxviii), 104 ;
- (nl) Stelt my een wet Heer onbesmet (Ps cxviii), 93 (par Susato) ;
- (nl) Syn ryck die Heere nam (Ps xcviii), 76
- (nl) Tensi dat die Heere wilt bouwen (Ps cxxvi), 102 ;
- (nl) This goet te beliden (Ps xci), 70 ;
- (nl) Tot u hief ick myn ooghen (Ps cxxii), 100 ;
- (nl) Tot u myn God vroech wil ick waken (Ps lxii), 45 ;
- (nl) Tot u o Heer ick altyt meer (Ps xxiv), 16 ;
- (nl) Tot u soe sal ick Heere (Ps xxvii), 19 ;
- (nl) U ooren tot myn begheere (Ps lxxxv), 65 ;

##### V-W
- (nl) Van godes stadt wilt hooren myn (Ps lxxxvi), 65 ;
- (nl) Verblyt u wilt veriolisen (Ps xxxii), 22 ;
- (nl) Verhoort Heer myn gheclach (Ps v), 3 ;
- (nl) Veroordelt o Heer ick bid u straffen wilt (Ps xxxiv), 24 ;
- (nl) Vrolick en bly loeft God (Ps lxv), 47
- (nl) Waerom so rasen die heydensche minschen (Ps ii), 1 (par Susato) ;
- (nl) Waerom wilt Ghi ons verlaten (Ps lxxiii), 54 ;
- (nl) Waerom wout Ghi mi verlaten (Ps xxi), 13 ;
- (nl) Wanneer ick was in druck in pine (Ps cxix), 97 ;
- (nl) Wat wilt ghi glorieren (Ps li), 37 ;
- (nl) Welsalich zyn se hier op aerden levende (Ps cxxvii), 103 ;
- (nl) Wie onder gods bescherming is gheseten (Ps xc), 69 ;
- (nl) Wi is u te ghelycken (Ps lxxxii), 62 ;
- (nl) Wilt dancken en belyen (Ps cxvii), 91 ;
- (nl) Wilt dancken loven Gods naem (Ps cxxxiv), 108 ;
- (nl) Wilt doch belyen met melodyen (Ps cxxxv), 109 ;
- (nl) Wilt ghy myn rechter zyn o Heer (Ps xlii), 31 ;
- (nl) Wilt loven God den Heere (Ps cxlviii), 119 ;
- (nl) Wilt singhen den Heer een nieuwe liet, singhen wilt (Ps xcv), 74 ;
- (nl) Wilt singhen den Heer een nieuwe liet, Syn lof (Ps cxlix), 119 ;
- (nl) Wonderlyc Heer u woorden zyn (Ps cxviii), 96 ;
- (nl) Wy Heer beliden hier altyt (Ps lxxiv), 55

### Musique profane

#### Chansons françaises

##### A-B
- (fr) A ce bon an, à trois voix, 15607, K xi, 64 ;
- (fr) A demy mort, à quatre voix, 154516, K x, 32 ;
- (fr) Adieu delices de mon ceur, à quatre voix, 155212, K x, 168 ;
- (fr) Adieu magnifiques festins, à quatre voix, 155212, K x, 171 (réponse à Adieu delices) ;
- (fr) Adieu mon esperance, à six voix, 155324, K xi, 14 ;
- (fr) Amour au cueur me poingt, à huit voix, 155014, K x, 124 ;
- (fr) Amour tu m'est par trop cruel, à quatre voix, 15529, inc. ;
- (fr) A qui me doib ie retirer, à cinq voix, 155013, K x, 87 ;
- (fr) A qui me doibs ie retirer, à six voix, 155325, K xi, 25 (erronément publiée comme à cinq voix ; voir K xi, suppl.) ;
- (fr) Au faict d'amour, à quatre voix, 155214, K x, 179 ;
- (fr) Au ioly bocquet croist la violette, à quatre voix, 15519, K x, 138 ;
- (fr) Au ioly bois, à trois voix, 15294, K x, 1 ;
- (fr) Ayez bientôt de mon merchi, à quatre voix, 15528, inc. ;
- (fr) Aymer est ma vie, à cinq voix, 155324, K xi, 4 (aussi attrib. Crecquillon)

##### C-D
- (fr) Celluy qui est loing, à quatre voix, 155617, K xi, 32 ;
- (fr) C'est a grant tort, à six voix, 155014, K x, 134 ;
- (fr) Comme le cerf, à six voix, GB-Lbl, K xi, 75 (attribution douteuse) ;
- (fr) Congié je prens de vous, à quatre voix, 155618, K xi, 53 ;
- (fr) Cueur langoreux, à quatre voix, 154929, K x, 67 ;
- (fr) D'amy parfaict, à cinq voix, 155013, K x, 100 (réponse à La non ailleurs) ;
- (fr) De moins que riens a peu l'on peut venir, à trois voix (attrib. seulement dans le S de 15607 ; par Crecquillon) ;
- (fr) Dung nouveau dart, à quatre voix, 155617, K xi, 36 ;

##### E-I
- (fr) En attendant damour, à quatre voix, 155212, K x, 155 ;
- (fr) Enfans a la bordee alumens ces fagotz, à quatre voix, 15527, inc. ;
- (fr) Entre vous filles, à quatre voix, 15415, K x, 75 ;
- (fr) Esperant d’avoir, à cinq voix, 155324, K xi, 1
- (fr) Frisque et gaillard, à quatre voix, 15415, K x, 17 ;
- (fr) Garchon de villaige, à quatre voix, 155422, K x, 143 (aussi attrib. Crecquillon in 15528) ;
- (fr) Helas mamour, à quatre voix, 155423, K x, 161 ;
- (fr) Il y a non a si, à quatre voix, 15439, K x, 22 ;
- (fr) Incessament suis triste, à quatre voix, 154929, K x, 70 ;
- (fr) Iuvons beau jeu, à quatre voix, 154516, K x, 29 ;

##### J-K
- (fr) Jaquin jaquet, à quatre voix, 15374, K x, 5 ;
- (fr) Je fais ma penitence, à quatre voix, 155619, K xi, 57 ;
- (fr) Ie ne scay pas, à quatre voix, 154613, K x, 53 ;
- (fr) Je prens en gre, à trois voix, 15607, K xi, 66 ;
- (fr) Je prens en gre, à quatre voix, 153915, K x, 14 (aussi attrib. à Baston, à Crecquillon et à Janequin) ;
- (fr) Jeune gallant, à quatre voix, 154516, K x, 38

##### L
- (fr) La belle Margaritte, à cinq voix, 155013, K x, 82 ;
- (fr) La belle Margaritte, à six voix, 155014, K x, 119 ;
- (fr) La lala la, la maistre Pierre, à quatre voix, 154929, K x, 62 ;
- (fr) Languir me fais, à six voix, 155014, K x, 130 ;
- (fr) Las non ailleurs, à cinq voix, 155013, K x, 95 ;
- (fr) Las ie languis, à cinq voix, 155013, K x, 104 ;
- (fr) Las si ie nay, à quatre voix, 154516, K x, 36 ;
- (fr) Laultrier me cheminoie, à cinq voix, 155324, K xi, 11 ;
- (fr) Laultrier passant, à quatre voix, 153814, K xi, 115 ;
- (fr) Le departir est sans department, à quatre voix, 15365, K x, 3 ;
- (fr) L’homme qui est en ce monde present, à quatre voix, 154516, K x, 26

##### M-N
- (fr) Mais languiray ie, à quatre voix, 154929, K x, 77 ;
- (fr) Me retirer d’elle, à six voix, 155325, K xi, 22 (aussi attrib. Crecquillon, en « sex pars » seulement dans 15605) ;
- (fr) Misericorde au martir amoureulx, à quatre voix, 15527, K x, 140 ;
- (fr) Misericorde au pauvre vicieux, à quatre voix, 155619, K xi, 62 ;
- (fr) Mon pere si me maria, à cinq voix, 155325, K xi, 18 ;
- (fr) Mon seul espoir, à quatre voix, 154516, K x, 49 (réponse à Pour presenter) ;
- (fr) Mourir convient, à quatre voix, 155212, K x, 164 ;
- (fr) Mourir my fault, à quatre voix, 154516, K x, 51 (réponse à Je prens en gre, à quatre voix) ;
- (fr) Musiciens regardez devant vous, à quatre voix, dans : Novi prorsus et elegantis libri musici (Düsseldorf, 1561), seule B ; tablature in 15716 ;
- (fr) Ne saurolt on trouver, à quatre voix, 15527, inc.

##### O
- (fr) O bone Jesu, à quatre voix (attrib. à Maessens ; sans doute par Clemens dans 15569) ;
- (fr) O combien est malheureulx, à trois voix (attrib. à Clemens seulement dans la partie S de 15607 ; par Crecquillon) ;
- (fr) Oncques amour, à quatre voix, 154929, K x, 57 ;
- (fr) Or il ne m'est possible, à quatre voix, 15528, inc. ;
- (fr) Or il ne m'est possible, à cinq voix, 155324, K xi, 7 ;
- (fr) Or puisqu'il est, à quatre voix, 155213, K x, 173 ;
- (fr) O souverain Pasteur (Prière devant le repas), à quatre voix, 15708, K xi, 71 ;

##### P
- (fr) Par ton depart, à trois voix, 15607, K xi, 68 ;
- (fr) Pere eternel (Action des Graces), à quatre voix, 15708, k xi, 73 ;
- (fr) Plorer gemir, à cinq voix, 155013, K x, 108 ;
- (fr) Plus chault que feu, à quatre voix, 155212, K x, 158 ;
- (fr) Pour presenter a vous, à quatre voix, 154516, K x, 46 ;
- (fr) Pour une las iendure, à quatre voix, 154929, K x, 65 ;
- (fr) Puisqu'ainsi est, à quatre voix, 155422, K x, 146 ;
- (fr) Puisqu'amour m’a, à quatre voix, 155619, K xi, 55 ;
- (fr) Puisque malheur, à quatre voix, 154929, K x, 59 (réponse à Oncques amour) ;
- (fr) Puisque voulez que vous laisse, à quatre voix, 155422, K x, 152 (attrib. à Clemens dans : 155422 et rééditions ; sans doute par Crecquillon dans 15527)

##### Q-S
- (fr) Qu'en dictes vous, à quatre voix, 155215, K x, 184 ;
- (fr) Rossignolet, à quatre voix, 154516, K x, 41 ;
- (fr) Sans lever le pied, à cinq voix, 155013, K x, 113 ;
- (fr) S'il est si doulx, à trois voix, 15699, K xi, 70 (par Janequin) ;
- (fr) Si mon amour, à quatre voix, 155213, K x, 177 ;
- (fr) Si par souffrir, à quatre voix, 155619, K xi, 60 ;
- (fr) Si par souffrir, à six voix, 155325, K xi, 29 ;
- (fr) Si par trop boire, à cinq voix, 155013, K x, 92 ;
- (fr) Sur la verdure, à quatre voix, 154925, K x, 80 ;
- (fr) Sur tous regretz, à quatre voix, 155618, K xi, 51

##### T-Z
- (fr) Ta bonne grace, à quatre voix, 15528, inc. ;
- (fr) Tetin qui n’as rien que la peau, à quatre voix, 155617, K xi, 44 (deux parties du Blaison du beau tetin de Janequin) ;
- (fr) Toutes les nuyctz, à quatre voix, 155215, K x, 181 ;
- (fr) Une fillette bien gorriere, à quatre voix, 153811, K x, 8 ;
- (fr) Une fillette tant subtile, à quatre voix, 15529, inc. ;
- (fr) Ung iour passe, à quatre voix, 153811, K x, 10 ;
- (fr) Venes mes serfs, à quatre voix, 155422, K x, 149

#### Chansons néerlandaises
- (nl) Alle mijn ghepeys, à quatre voix, 155431, K xi, 90 ;
- (nl) De lustelijcke mey, à quatre voix, 155431, K xi, 83 ;
- (nl) Die voghelkens, à quatre voix, 155431, K xi, 88 ;
- (nl) Een Venus schoon, à quatre voix, 155119, K xi, 80 ;
- (nl) Godt es mijn licht, à quatre voix, 157211, K xi, 96 ;
- (nl) Ick mach wel claghen van ghebreken, à sept voix, WhalleyS 23[14] ;
- (nl) Meysken wil di vechten, à trois voix, 155431, K xi, 94 ;
- (nl) Nu laet ons al te samen, à trois voix, D-Mbs, K xi, 98 ;
- (nl) Te schepe waert, à quatre voix, 155431, inc., K xi, 85

#### Œuvres sans texte
- (fr) Canon à ronde, a 5, GB-Lbl, K xi, 114 (attribution douteuse) ;
- (fr) Forbons, à cinq voix, NL-Uu, K xi, 104 ;
- (fr) Hortens, à quatre voix, Uu, K xi, 101 ;
- (la) Justempus, à quatre voix, Uu, K xi, 103 ;
- (la) ? Lutens, à quatre voix, Uu, K xi, 102 ;
- (fr) Musiciens regardez devant vous, à quatre voix, 157116 (tablature) ;
- (fr) Resueilles vous, à cinq voix, K xi, 120 ;
- 3 pièces sans texte ni titre, à quatre parties, P-Cug Mus.242, K xi, 107, 109, 111 ;
- (es) Canción francesca, tablature de Cabezón, Obras de música (Madrid, 1578), K xi, 118

### Discographie sélective
Deux CD du XXIe siècle offrent un aperçu des différents genres dans l'œuvre de Clemens :
- Clemens non Papa, Priest And Bon-vivant, Capilla Flamenca, La Caccia, Joris Verdin et Jan van Outryve, 2005 (KTC 1287) ;
- Jacob Clement, Huelgas Ensemble, sous la direction de Paul van Nevel, 2012 (Deutsche Harmonia Mundi).

Une plus large discographie du compositeur se trouve sur le site web medieval.org ; recherche à partir des mots clés « Clemens non Papa ».

### Sources
- (en) Allan W. Atlas, Renaissance Music: Music in Western Europe, 1400-1600, New York, W. W. Norton & Company, 1998  (ISBN 978-03-939-7169-9).
- (nl) Jan Willem Bonda, De meerstemmige Nederlandse liederen van de vijftiende en zestiende eeuw, Hilversum, Verloren, 1996, p. 91-92, 134, 137, 145-146, 168, 180, 182, 205, 209, 226, 249, 269, 272, 281, 403, 438, 490  (ISBN 90-6550-545-8).
- (en) Howard M. Brown et Louise K. Stein. Music in the Renaissance, 2e éd., Upper Saddle River (New Jersey), Prentice Hall, 1999  (ISBN 978-01-340-0045-9).
- (en) Willem Elders, Kristine Forney et Alejandro Enrique Planchart, « Catán, Daniel », dans Stanley Sadie (éd.), The New Grove Dictionary of Music and Musicians, Londres, Macmillan, 2001, 2e éd., 25 000 p., 29 volumes (ISBN 9780195170672, lire en ligne)
- (fr) Édouard Fétis, Les Musiciens belges, Bruxelles, A. Jamar, 1849, tome 1er, p. 146-147.
- (la) Hermann Finck, Practica musica, Wittemberg, Hérit. Georg Rhau, 1556 ; fac-similé, Hildesheim, Georg Olms Verlag, 1971  (ISBN 978-34-870-4097-4).
- (nl) Grijp, Louis Peter. « De honger naar psalmen en schriftuurlijke liederen tijdens de Reformatie », in : Grijp, Louis Peter (dir.), Een muziekgeschiedenis der Nederlanden, Amsterdam, Amsterdam University Press/Uitgeverij Pelckmans, 2001  (ISBN 90-535-6488-8)  (ISBN 90-289-3000-0).
- (en) Eric Jas (dir.). Beyond Contemporary Fame: Reassessing the Art of Clemens non Papa and Thomas Crecquillon. Turnhout, Brepols, 2005  (ISBN 2-503-51884-2).
- (en) Tess Knighton et David Fallows (dirs.), Companion to Medieval and Renaissance Music, Berkeley, University of California Press, 1992, xx-428 (ISBN 978-0-520-21081-3, OCLC 255947131, lire en ligne).
- (en) Perkins, Leeman L. Music in the Age of the Renaissance, New York, W. W. Norton & Company, 1999  (ISBN 978-03-930-4608-3).
- (en) Michael Raerburn et Alan Kendall (dir.). Heritage of Music, Oxford, Oxford University Press, 1990, vol. I  (ISBN 978-01-952-0493-3).
- (en) Gustave Reese. Music in the Renaissance, New York, W. W. Norton & Company, 1954  (ISBN 0-393-09530-4).
- (fr) Scohier, Jean. La généalogie et descente de la très-illustre maison de Croy, Douai, Impr. de la veuve Jacques Boscard, 1589.
- (en) Richard Taruskin, The Oxford History of Western Music: The Earliest Notations to the Sixteenth Century, Oxford, Oxford University Press, 2005, vol. I  (ISBN 978-01-951-6979-9).